# Motilal
Motilal Rajvansh, noto solo come Motilal (Shimla, 4 dicembre 1910 – Mumbai, 17 giugno 1965), è stato un attore indiano.

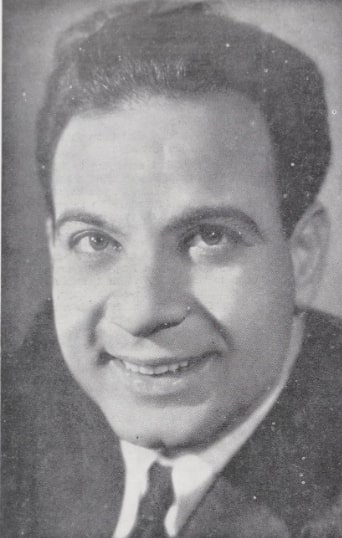
Motilal

Ha all'attivo anche un film di cui è regista, sceneggiatore e produttore, ovvero Chhoti Chhoti Baten, uscito nel 1965.

## Filmografia parziale
- Dr. Madhurika, regia di Sarvottam Badami (1935)
- Kulvadhu, regia di Sarvottam Badami (1937)
- Jagirdar, regia di Mehboob Khan (1937)
- Hum Tum Aur Woh, regia di Mehboob Khan (1938)
- Armaan, regia di Kidar Sharma (1942)
- Taqdeer, regia di Mehboob Khan (1943)
- Mr. Sampat, regia di S. S. Vasan (1952)
- Devdas, regia di Bimal Roy (1955)
- All'erta (Jagte Raho), regia di Sombhu Mitra e Amit Maitra (1956)
- Paigham, regia di S. S. Vasan (1959)
- Parakh, regia di Bimal Roy (1960)

## Premi
- Filmfare Awards
  - 1957: "Best Supporting Actor" (Devdas)
  - 1961: "Best Supporting Actor" (Parakh)